# Мачок (река)
Мачок (устар. Мачёк) — река в Апанасенковском районе Ставропольского края России, левый приток Маныча.

## География и гидрология
Исток реки — балка Мачок — находится к северу от села Дивного. Устье реки расположено в 316 км по левому берегу реки Маныч, восточнее села Манычское. Длина реки составляет 20 км, площадь водосборного бассейна 131 км². Имеет 3 небольших притока общей длиной 7 км. Правый приток — балка Горькие Маки (впадает в балку Мачок восточнее посёлка Белые Копани).
Река маловодная, пересыхающая. По сведениям справочника «Водные ресурсы Ставрополья» (2001), в настоящее время в неё поступает вода из Дивненского 1-го канала (водозабор производится из реки Кубани), конечной точкой которого является небольшой пруд, сооружённый в балке Мачок. Ранее питание реки было исключительно дождевым и снеговым.

## Ихтиофауна
В реке Мачок обитает не более 28 видов рыб. Среди них встречаются пескарь, колюшка, рыба-игла, бычок-песочник, бычок-бубырь, каспиосома, окунь. В целом численность рыб в реке невелика.

## Данные водного реестра
По данным государственного водного реестра России относится к Донскому бассейновому округу, водохозяйственный участок реки — Маныч от истока до Пролетарского гидроузла, без рек Калаус и Егорлык, речной подбассейн реки — бассейн притоков Дона ниже впадения Северского Донца. Речной бассейн реки — Дон (российская часть бассейна).